# Cooper Hodges
Cooper Hodges (* 13. Juli 2000 in Glen St. Mary, Florida) ist ein US-amerikanischer American-Football-Spieler auf der Position des Offensive Tackle. Er spielt derzeit für die Jacksonville Jaguars in der National Football League (NFL).

## Frühes Leben
Hodges wurde am 13. Juli 2000 geboren und wuchs in Glen St. Mary, Florida auf. Er besuchte die Baker County High School, wo er als Super 24-Pick ausgewählt wurde und der Mannschaft half, das Staatsmeisterschaftsspiel in seiner Abschlussklasse zu erreichen. Als Zwei-Sterne-Rekrut entschied sich Hodges, College-Football für die Appalachian State Mountaineers zu spielen.

## College-Karriere
Als echter Freshman an der Appalachian State im Jahr 2018 behielt Hodges einen Redshirt und hatte aufgrund einer Verletzung keinen Einsatz. In der folgenden Saison wurde er der Starting Right Tackle und wurde nach dem Start in allen 14 Spielen in das zweite All-Conference-Team berufen. Im Jahr 2020 startete Hodges alle 11 Spiele und wurde zum zweiten Mal in Folge in das zweite All-Conference-Team berufen.
Hodges setzte seine Karriere 2021 als Starter fort und wurde in das erste All-Sun-Belt-Conference-Team berufen. In seiner Senior-Saison 2022 lief er in 12 Spielen auf und erhielt die Auszeichnung als Third-team All-American von Pro Football Focus, zusätzlich wurde er für vier aufeinanderfolgende Saisons in das All-Sun Belt-Team gewählt. Er beendete seine Zeit an der Appalachian State mit 51 aufeinanderfolgend gestarteten Spielen, über 3.500 gespielten Snaps und nur sieben Sacks.

## Professionelle Karriere
Hodges wurde in der siebten Runde (an 226. Stelle insgesamt) des NFL Draft 2023 von den Jacksonville Jaguars aus seiner Heimatstadt ausgewählt, die den Pick ursprünglich durch einen Tausch mit den Carolina Panthers im Austausch für Laviska Shenault erhalten hatten. Obwohl er als Right Tackle an der Appalachian State spielte, wurde er bei der Auswahl als Guard angekündigt. Am 31. August 2023 wurde er auf die Injured Reserve-Liste gesetzt.